# Бёттигер, Карл Вильгельм (историк)
Карл Вильгельм Бёттигер (нем. Karl Wilhelm Böttiger, 15 августа 1790, г. Баутцен — 26 ноября 1862, г. Эрланген, Средняя Франкония, Бавария) — немецкий историк, сын Карла Августа Бёттигера.

## Жизнеописание
Прошёл гимназический курс в Готе; с 1808 г. занимался изучением богословия в Лейпциге. В 1815—16 г. изучал историю в Гёттингене под руководством Геерена; в 1819 назначен экстраординарным профессором истории в Лейпцигском университете. Вслед за диссертацией на учёную степень о Генрихе Льве он в скором времени издал подробную его биографию (Ганновер, 1819). В 1821 Бёттигер перешёл ординарным профессором истории в Эрлангене.
В своих университетских лекциях, как и в печатных трудах, Бёттигер является не столько учёным-исследователем, сколько популяризатором, умеющим возбуждать живой интерес к своей науке. Из его сочинений особенно известны: «Allgemeine Geschichte für Schule und Haus» (12 изд., Франкфурт, 1856) и «Deutsche Geschichte für Schale und Haus» (5 изд., Франкф., 1855). Для издававшейся Фридрихом Августом Укертом «Europäische Staatengeschichte» он написал «Geschichte des Kurstaats und Königreichs Sachsen» (2 т., Гамбург, 1830—31). Из других его сочинений следует отметить: «Geschichte Bayerns nach seinen alten und neuen Bestandteilen» (2 изд., 1837); «Geschichte des deutschen Volks und des deutschen Landes» (18 томиков, 3 издание, Штутгарт, 1845); «Die allgemeine Geschichte von 1815—50» (Франкфурт, 1854); «Die Weltgeschichte in Biographien» (т. 1—8, Берлин, 1839—46)